# الفرع الرسغي الظهراني للشريان الكعبري
الفرع الرسغي الظهراني للشريان الكعبري (بالإنجليزية: Dorsal carpal branch of the radial artery)‏‏ هو شريان يتفرعُ من شريان كعبري.

## فروعه
يخرجُ منه الفروع التالية:
- قوس الرسغ الظهرانية
- شريان الإبهام الرئيسي